# Little Italy

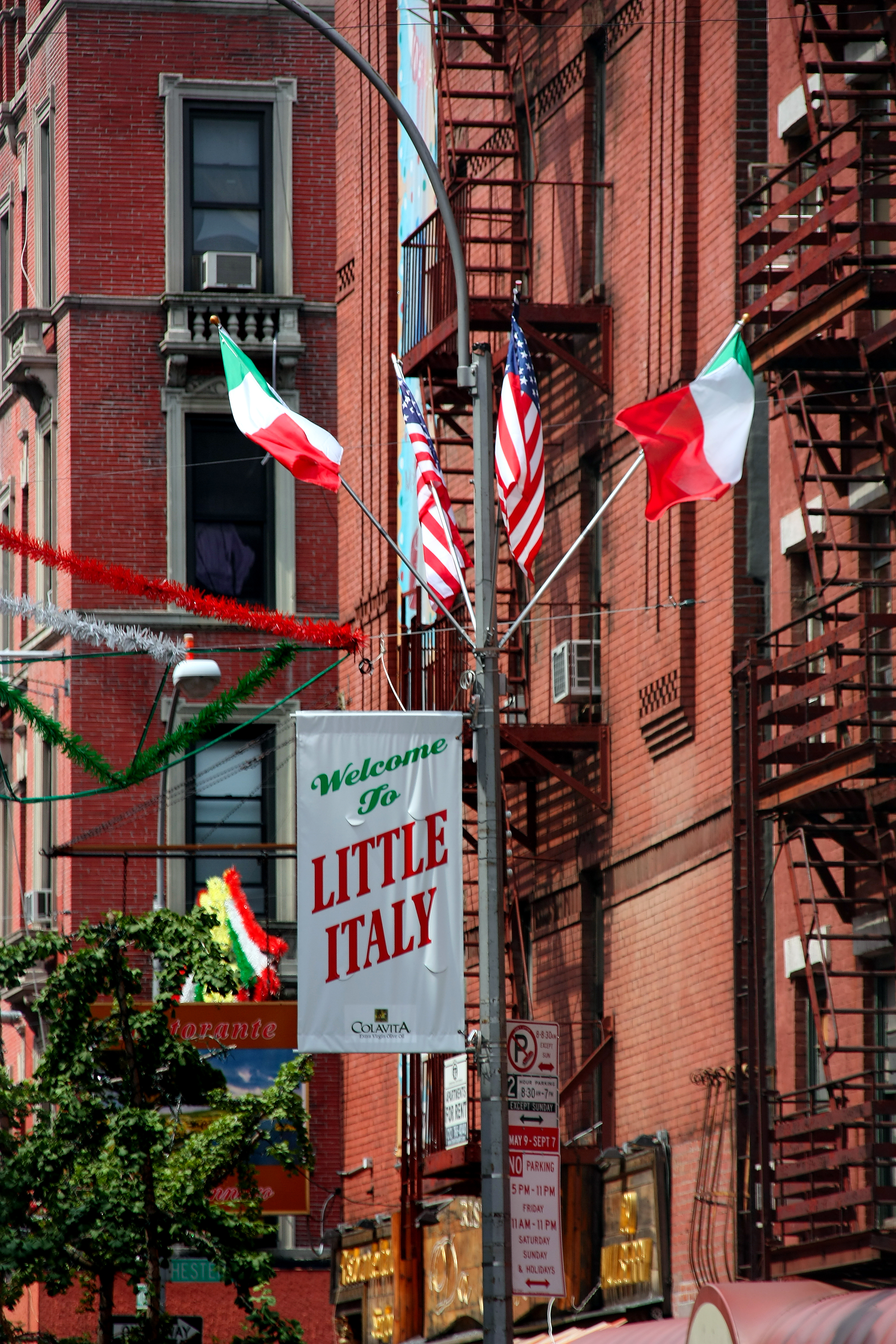
La più famosa Little Italy: quella di New York

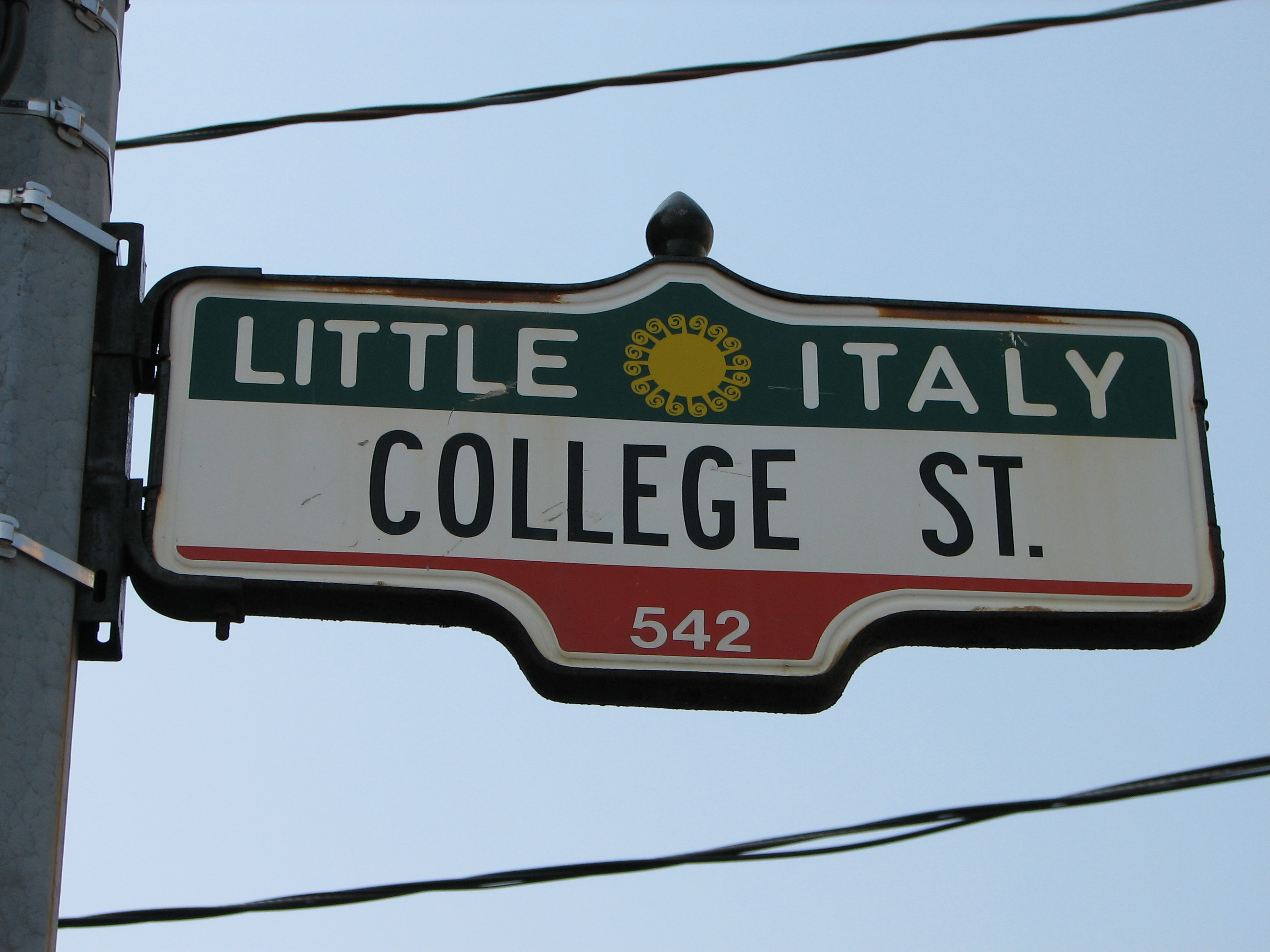
College Street è il centro della Little Italy, il quartiere italiano della città canadese di Toronto

Little Italy è il nome dato a vari quartieri d'insediamento italiano sparsi per il mondo anglosassone.
La maggioranza di essi venne costruita nel XIX secolo negli Stati Uniti d'America.

## Caratteristiche
Gli Italiani che emigrarono nelle grandi aree urbane di lingua inglese si concentrarono in zone abitate esclusivamente da loro, per meglio aiutarsi, reciprocamente, e allo stesso tempo poter mantenere le proprie usanze tradizionali.
Queste Little Italy non si svilupparono in Argentina (anche se vi furono quartieri di grandi città - come La Boca o Palermo a Buenos Aires - dove si concentrarono gli emigrati italiani), grazie alla più facile integrazione con la popolazione locale.

## Elenco

### USA
- Little Italy (Manhattan) a New York
- Little Italy (Bronx) a New York
- Little Italy (Syracuse) nello Stato di New York
- Little Italy (Troy) nello Stato di New York
- North End a Boston
- Little Italy (Baltimora) in Maryland
- Little Italy (Cleveland) in Ohio
- Little Italy (Chicago) in Illinois
- Little Italy (Hartford) in Connecticut
- Little Italy (New Haven) in Connecticut
- Little Italy (Middletown) in Connecticut
- Little Italy (Paterson) in New Jersey
- Little Italy (San Diego) in California
- North Beach a San Francisco
- South Philadelphia a Filadelfia
- Little Italy a Omaha
- Little Italy (Wilmington) in Delaware

### Canada
- Petite Italie a Montréal in Québec
- Little Italy di Toronto in Ontario
- Corso Italia (Toronto) in Ontario
- Little Italy (Hamilton) in Ontario
- Little Italy (Ottawa) in Ontario
- Little Italy (Calgary) in Alberta
- Little Italy (Edmonton) in Alberta
- Little Italy (Vancouver) in Columbia Britannica
- Little Italy (Winnipeg) in Manitoba

### Irlanda
- Little Italy, quartiere di Dublino

### Regno Unito
- Little Italy (Bedford), Regno Unito
- Little Italy (Hoddesdon) nell'Hertfordshire
- Little Italy (Londra) a Londra

### Australia
- Little Italy a Melbourne

## Film intitolatiLittle Italy
- Little Italy – film del 1921 diretto da George Terwilliger
- Little Italy – film del 1996 di Will Parrinello
- Little Italy – film del 2018 di Donald Petrie